# Accadde tra le sbarre
Accadde tra le sbarre è un film del 1955 diretto da Giorgio Cristallini.

## Produzione
È il quinto film diretto da Giorgio Cristallini, ascrivibile al filone dei melodrammi sentimentali strappalacrime, allora molto in voga tra il pubblico italiano, in seguito ribattezzato dalla critica con il termine neorealismo d'appendice. 
Iscritto al Pubblico registro cinematografico con il n. 1.626, venne presentato alla Commissione di revisione cinematografica il 6 agosto 1955, e ottenne il visto censura n. 19554 del 24 agosto 1955 con una lunghezza dichiarata della pellicola di 2.450 metri e accertata di 2.429 metri, senza operare alcun taglio.
Il 13 maggio 1955 la pellicola venne ammessa alla programmazione obbligatoria con il contributo del 10%. 
Nel film, la ragazza canta Souvenir d'Italie di Jula de Palma.

## Distribuzione
La pellicola venne distribuita nel circuito cinematografico italiano il 29 settembre del 1955.

## Accoglienza
Il film ebbe un incasso modesto: introitò appena 34.325.000 lire dell'epoca, mentre venne totalmente ignorato dalla critica.

## Altri tecnici
- Arredatore: Massimiliano Capriccioli
- Aiuto regista: Gianfranco Baldanello
- Operatore: Amerigo Paiolo
- Assistente operatore: Emilio Varriano
- Direttori di produzione: Florindo Rosati, Attilio Rosato
- Segretario di produzione: Oscar De Pasqualis
- Segretaria di edizione: Liliana Sentinelli
- Fonico: Leopoldo Rosi